# Suffragio universale

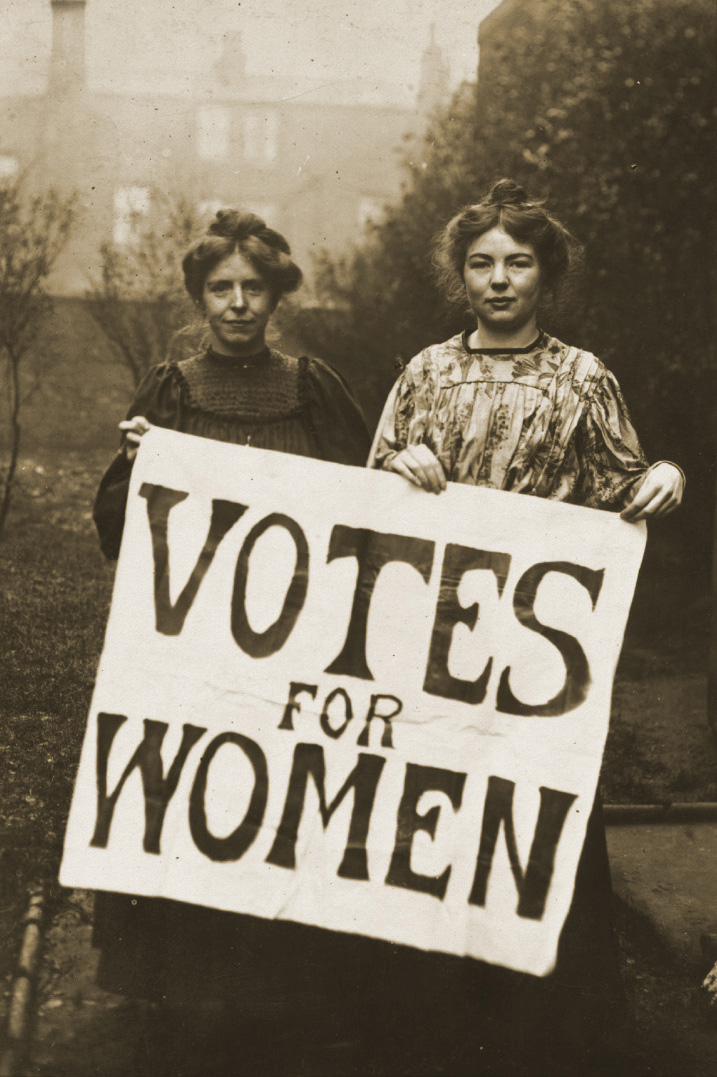
Le leader della WSPU: Annie Kenney (a sinistra) e Christabel Pankhurst

Il suffragio universale è il principio secondo il quale tutti i cittadini, normalmente al raggiungimento della maggiore età, possono esercitare il diritto di voto e partecipare alle elezioni politiche e amministrative, e ad altre consultazioni pubbliche (come i referendum), senza alcuna restrizione di natura culturale, socioeconomica o psicologica (per es. di etnia, ceto, genere, orientamento sessuale); è perciò contrapposto al suffragio ristretto, che può essere fondato sul censo (suffragio censitario), sul sesso (suffragio maschile, perché il diritto di voto non è riconosciuto alle donne) o sul grado d'istruzione.

## Storia
Generalmente viene considerata come iniziale la data del 1893, in cui la Nuova Zelanda introdusse, primo Stato al mondo, il suffragio universale, quindi maschile e femminile. In realtà, per quanto riguarda il suffragio femminile, almeno due precedenti vanno citati: durante la cosiddetta Epoca della libertà svedese, tra il 1718 e il 1772, ci fu un ristretto diritto di voto per le donne; nella Repubblica di Corsica tra il 1755 e il 1769, in virtù della costituzione promulgata da Pasquale Paoli. Anche la Repubblica Romana del 1849, che durò pochi mesi, prevedeva in teoria il suffragio universale maschile e femminile, non menzionando il sesso degli elettori.
In Francia, nel 1792, in seguito alla Rivoluzione francese fu introdotto il suffragio universale, anche se fu abolito pochi anni dopo dal Direttorio. 
Nel corso dell'Ottocento, gli Stati europei si mossero su questa strada: da un suffragio ristretto - per la maggior parte dei casi attribuito a una porzione della popolazione in base a criteri censitari o relativi all'istruzione - si passò via via al suffragio universale. Il primo paese europeo ad aver introdotto il suffragio universale fu la Finlandia, nel 1906[fonte, ottava riga]. In Russia fu introdotto nel 1917 a seguito della rivoluzione di febbraio e riconfermato dalla Costituzione sovietica del 1918. 
In Italia, nel 1912 il governo Giolitti introdusse il suffragio universale maschile per chi avesse compiuto trent'anni con legge del 30 giugno 1912, n. 666. Nel 1918 tale diritto fu esteso ai maschi che avessero compiuto 21 anni o che avessero effettuato in servizio militare. Questo diritto fu soppresso nel primo dopoguerra sotto il governo fascista nel 1928. Dal 1945 in Italia sarà effettivo e stabile.
Grazie all'azione di Matilde Hidalgo Navarro de Procel, l'Ecuador fu nel 1921 il primo Paese dell'America Latina a concedere il suffragio universale e l'elettorato passivo, del quale lei stessa beneficiò limitatamente a una carica politica nell'amministrazione locale. Tuttavia, fino all'abrogazione nel 1967, il diritto di voto femminile sarà riservato alle donne che fossero in grado di dimostrare il possesso di taluni requisiti di legge.
Il 27 marzo 1937 ebbe luogo la prima consultazione referendaria nazionale dell'Uruguay, dopo un precedente plebiscito locale, tenutosi a Cerro Chato il 3 luglio 1927.
Nel 1932 il presidente brasiliano Getúlio Vargas firmò la legge per il suffragio femminile proposta da Bertha Luz con una serie di limitazioni.
Gli altri Stati avevano introdotto alcune forme di voto femminile, ma solamente negli anni 1950 tale diritto fu esteso a tutti i tipi di consultazioni elettorali, eliminando qualsiasi limite e prerequisito imposto esclusivamente al sesso femminile.
Il 23 settembre 1947, in Argentina, il presidente Perón controfirmò la legge sul suffragio femminile proposta da Evita. L'Argentina divenne così il secondo Paese sudamericano a introdurre tale diritto in forma universale, segreta e obbligatoria.
Nello stesso anno, Elvia Carrillo Puerto raccolse migliaia di firme, ottenendo il suffragio universale per le elezioni municipali. Solamente nel 1953 il Messico introdusse la norma che concedeva il diritto di voto universale a tutti i tipi di consultazioni elettorali, diritto che fu successivamente introdotto dalla Colombia nel 1954, seguita dall'Honduras, dal Nicaragua e dal Perù nel 1955, e infine dal Paraguay nel 1961.
Nel XX secolo, a partire dagli anni novanta è stato istituito in tutto il mondo, eccetto in alcuni gruppi di paesi musulmani e Città del Vaticano.

## Descrizione
In base a esso viene garantito il diritto di voto come fondamentale espressione di democrazia diretta dal basso (si ammette tuttavia che in caso di condanna per determinati reati, al condannato si possa sospendere il diritto di voto, temporaneamente o permanentemente). Storicamente si può distinguere tra il suffragio universale maschile, con restrizione al solo sesso maschile, e il suffragio universale propriamente detto, che comprende il completo suffragio femminile. Il suffragio universale è opposto al suffragio ristretto, in cui a votare sono solo coloro che rispettano certi requisiti.
Il principio di suffragio universale è correlato alle idee di volontà generale e di rappresentanza politica promosse da Jean-Jacques Rousseau: in base a questi principi, si elabora l'assunto in base al quale la rappresentanza politica trova legittimazione nella propria volontarietà.
I cittadini e le cittadine, nei moderni Stati democratici, sono alla base del sistema politico e col suffragio universale viene eletto l'organo legislativo di uno Stato; nelle repubbliche presidenziali, ciò avviene anche per l'elezione del capo dello Stato. Il principio del suffragio universale maschile è stato introdotto per la prima volta durante la Rivoluzione francese dal Comitato di salute pubblica.

## Nel mondo

### Francia
A partire dalla Rivoluzione francese del 1789, si verificano molte insurrezioni e manifestazioni popolari per ottenere per tutti il diritto al voto, non solo nel rispetto dei principi della rivoluzione, ma anche per il sentimento patriottico e nazionalistico che sarebbe risultato incrementato e cementato dalla partecipazione attiva di tutta la popolazione.
- 1792: breve periodo di suffragio universale maschile.
- 1848: suffragio universale maschile.
- 1946: suffragio universale (maschile e femminile).

### Italia
- Nel secolo XIX, fra gli Stati italiani preunitari, nel Granducato di Toscana, nelle elezioni del marzo 1849 si concesse il suffragio universale maschile per i maggiori di 21 anni. Potevano essere eletti i maggiori di 25 anni. Le donne possedevano l'elettorato attivo ma non passivo, non potendo quindi essere elette. La Repubblica Romana del 1849 concede per il breve periodo della sua esistenza il suffragio universale, in teoria maschile e femminile, attivo e passivo, non menzionando il sesso dei cittadini in Costituzione[3], anche se gli eletti all'Assemblea provvisoria furono per consuetudine tutti uomini.
- 1912: con la legge del 1912 il diritto di voto fu esteso a tutti i cittadini maschi di età maggiore di 30 anni, o che, pur minori di 30 anni ma maggiori di 21, pagassero un'imposta diretta annuale di almeno 19,80 lire, o avessero conseguito la licenza elementare inferiore, oppure avessero prestato il servizio militare. Fu applicato nelle elezioni politiche del 1913 con il tradizionale collegio uninominale a doppio turno: il primo turno si svolse il 26 ottobre e il ballottaggio del secondo turno il 2 novembre 1913.[9]
- 1918: con la legge 16 dicembre 1918, n. 1695 fu ampliato l'elettorato, sempre maschile, a tutti i cittadini con età maggiore ai 21 anni o che avessero prestato il servizio nell'esercito mobilitato.[4]
- 1928: soppressione del suffragio universale con legge elettorale del 17 maggio n. 1019 e attuata con Regio Decreto del 2 settembre 1928 n. 1993 nel testo unico della legge elettorale politica.[10]
- 1945: il 31 gennaio del 1945, con l'Italia divisa e il Nord amministrato dalla Repubblica Sociale Italiana, il Consiglio dei ministri, presieduto da Ivanoe Bonomi, deliberò il riconoscimento del diritto di voto alle donne (decreto legislativo luogotenenziale 1 febbraio 1945, n. 23).
- 1946: iI 10 marzo ebbero luogo le prime elezioni "amministrative" con partecipazione femminile. Per quanto riguarda le "politiche": il 2 giugno e la mattina del 3 giugno ebbe luogo il referendum per scegliere fra monarchia o repubblica a cui i cittadini e le cittadine italiane votarono per la prima volta con suffragio universale.
- 1947: approvata dall'Assemblea Costituente il 22 dicembre la Costituzione Italiana che agli articoli 56 e 58 stabiliva il suffragio universale per le votazioni alla Camera dei deputati, aperta a tutti i cittadini maggiorenni, e al Senato della Repubblica, a tutti i cittadini con età superiore ai 25 anni. Dal 2021, anche per eleggere i senatori è sufficiente essere maggiorenni. Inoltre all'articolo 75 la costituzione stabilisce che anche i referendum siano votati a suffragio universale, da tutti i cittadini chiamati a eleggere la Camera dei deputati. Il suffragio universale vale anche per le elezioni regionali e comunali, in cui possono votare i cittadini residenti. Per le cariche elettive regionali e locali, le cause di ineleggibilità e incompatibilità si fanno risalire all'articolo 51 della Costituzione, ma secondo la giurisprudenza costituzionale devono rispettare il principio di ragionevolezza[11].

### Stati Uniti d'America

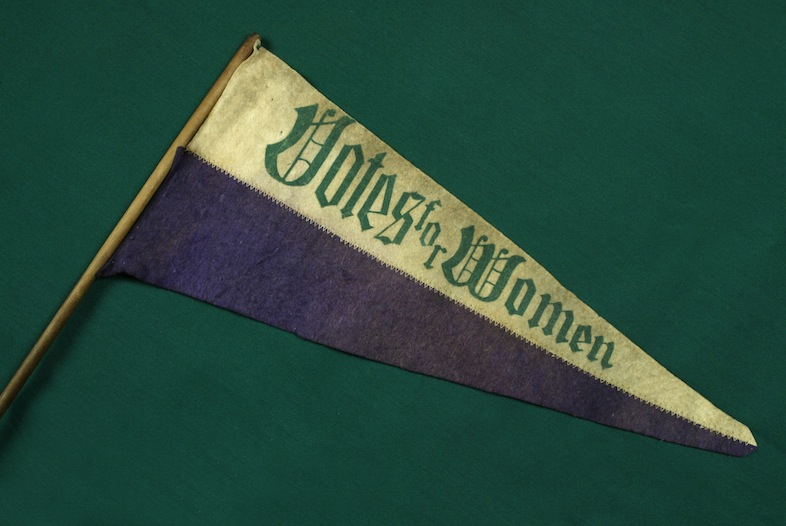
"Il voto alle donne" pennant del XX secolo

- 1776: suffragio maschile censitario, quindi non universale.
- 1869: voto alle donne nel Wyoming.
- 1920: suffragio comprensivo delle donne (XIX emendamento della Costituzione); persistono tasse elettorali e test di alfabetizzazione che limitano il suffragio universale.
- 1965: il Voting Rights Act ha proibito l'accertamento di un grado minimo di cultura e di alfabetizzazione quale prerequisito per l'accesso al voto.
- 1966: due sentenze della Corte Suprema ribadiscono l'incostituzionaltà sia delle prove per accertare i gradi di cultura e di alfabetizzazione per l'ammissione ai diritti politici, sia dei requisiti che chiedevano il pagamento di una tassa per essere ammessi al diritto di voto; messa in atto e ratifica del ventiquattresimo emendamento della Costituzione degli Stati Uniti d'America. Le ultime discriminazioni, che si opponevano all'esercizio pieno del suffragio universale, sono scomparse in America negli anni settanta del XX secolo; gli ultimi emendamenti sono resi definitivi e stabili nel 2006.

### Regno Unito
È uno tra i primi paesi europei ad attuare riforme elettorali tendenti a universalizzare il voto:
- 1832: First Reform Bill: il voto viene allargato a tutti i cittadini maschi possessori di beni immobiliari.
- 1867: Second Reform Bill: la riforma permette di votare a tutti i cittadini maschi con beni immobili, e anche a tutti gli affittuari maschi delle città.
- 1884 - 1885: Third Reform Bill: allarga il suffragio agli affittuari maschi nelle campagne.
- 1918: suffragio universale (maschile e femminile, ma per le donne solo dopo aver compiuto i 30 anni d'età).
- 1928: Suffragio femminile (tutte le donne).

## Altri Stati
| Paese                | Anno di passaggio |
| -------------------- | ----------------- |
| Albania              | 1945              |
| Andorra              | 1970              |
| Arabia Saudita       | 2015              |
| Argentina            | 1947              |
| Australia            | 1902              |
| Belgio               | 1948              |
| Brasile              | 1932              |
| Canada               | 1920              |
| Cile                 | 1949              |
| Danimarca            | 1917              |
| Ecuador              | 1924              |
| Emirati Arabi Uniti  | 2006              |
| Finlandia            | 1906              |
| Francia              | 1945              |
| Germania             | 1919              |
| Giappone             | 1946              |
| Indonesia            | 1949              |
| Iran                 | 1963              |
| Irlanda              | 1918              |
| Israele              | 1948              |
| Italia               | 1946              |
| Liechtenstein        | 1984              |
| Kuwait               | 2005              |
| Norvegia             | 1913              |
| Nuova Zelanda        | 1893              |
| Oman                 | 1994              |
| Regno Unito          | 1918              |
| Pakistan             | 1956              |
| Polonia              | 1918              |
| Portogallo           | 1931              |
| Principato di Monaco | 1962              |
| Qatar                | 2003              |
| Russia               | 1917              |
| Romania              | 1918              |
| San Marino           | 1959              |
| Serbia               | 1946              |
| Siria                | 1949              |
| Spagna               | 1931              |
| Slovacchia           | 1920              |
| Slovenia             | 1946              |
| Sudafrica            | 1930              |
| Svezia               | 1917              |
| Svizzera             | 1971              |
| Turchia              | 1923              |
| Tunisia              | 1959              |
| Uruguay              | 1917              |
| USA                  | 1965              |